# Тарандинцевский сельский совет
Тарандинцевский сельский совет (укр. Тарандинцівська сільська рада) — входит в состав
Лубенского района
Полтавской области
Украины.
Административный центр сельского совета находится в 
с. Тарандинцы.

## Населённые пункты совета
- с. Тарандинцы
- с. Вилы
- с. Губское

## Ликвидированные населённые пункты совета
- с. Березовка